# Internationale Friedensfahrt 1949
Die 2. Internationale Friedensfahrt war ein Radrennen, das vom 1. bis 9. Mai 1949 ausgetragen wurde. Das Amateur-Etappenrennen führte über 1259 Kilometer von Prag nach Warschau. In der Einzelwertung gewann der Tschechoslowake Jan Veselý, bei der Mannschaftswertung lag das Team Frankreich II vorn.

## Organisation
Erstmals trug der in der Gesamtwertung führende Fahrer das Gelbe Trikot mit der Friedenstaube von Picasso. Die Rundfahrt trug von diesem Jahr an offiziell die Namen „Wyścig Pokoju“ (polnisch) und „Závod míru“ (tschechisch) für Friedensfahrt.

## Teilnehmer
Bei der 2. Friedensfahrt gingen 18 Mannschaften aus acht Ländern an den Start. Die Teams aus Frankreich und Finnland waren von den Arbeitersport-Verbänden FSGT und TUL entsandt worden. In der Regel trat jedes Team mit sechs Fahrern an, nach der einzig verfügbaren Quelle (s. Weblinks: Starterliste) wurde das Kontingent nicht von allen ausgeschöpft. Die Mannschaften im Einzelnen:
| - Albanien - Bulgarien I - Bulgarien II - Bulgarien III - Finnland - Frankreich I - Frankreich II - Frankreich III - Polen I - Polen II - Polen III | - Rumänien I - Rumänien II - Tschechoslowakei (CSR) I - Tschechoslowakei II - Tschechoslowakei III - Ungarn I - Ungarn II |

Die Mannschaften Frankreichs waren keine Nationalmannschaften. Sie wurden durch Fahrer der Fédération sportive et gymnique du travail (FSGT), des französischen Arbeitersportverbandes repräsentiert. Die Mannschaften aus Großbritannien und Italien sagten ihre Teilnahme kurz vor dem Start ab.

## Strecke
Die 1259 Kilometer lange Tour war in acht Etappen eingeteilt. Vier Etappen lagen auf tschechoslowakischem, drei auf polnischem Gebiet, der Grenzübertritt erfolgte auf dem fünften Tagesabschnitt zwischen Ostrava und Kattowitz. Die längste Etappe war mit 212 Kilometern der polnische Tagesabschnitt Breslau – Łódź, während die vierte Etappe von Gottwaldov nach Ostrava in der Tschechoslowakei mit 111 Kilometern am kürzesten war. Die Tagesabschnitte Pardubice – Brünn (2.) und Gottwaldov – Ostrava (4.) waren Bergetappen.

## Rennverlauf
Die Friedensfahrt 1949 lebte von den Zweikämpfen zwischen dem Tschechoslowaken Jan Veselý und dem Franzosen Eugene Garnier einerseits sowie zwischen den Mannschaften Tschechoslowakei I und Frankreich II andererseits. Zwar trug Veselý dank seiner fünf Etappensiege von der zweiten Etappe an das Gelbe Trikot, aber Garnier lag bis zur sechsten Etappe in der Gesamtwertung gleichauf. Erst auf dem längsten Tagesabschnitt von Breslau nach Łódź gelang es Veselý, seinen Rivalen deutlich zu distanzieren. Auf den 212 Kilometern nahm der dem Franzosen eine Viertelstunde ab. In Warschau hatte Veselý in der Gesamtwertung schließlich fast zwölf Minuten Vorsprung vor Maurice Herbulot von der zweiten französischen Mannschaft. Garnier blieb am Ende nur der vierte Platz.
Wie das Einzelklassement ausweist, war die französische FSGT mit stark besetzten Teams an den Start gegangen. Frankreich I und II brachten vier ihrer Aktiven unter die besten zehn Platzierten. Frankreich II führte dank des starken Auftretens von Maurice Herbulot während des gesamten Rennens die Mannschaftswertung an. Dahinter folgten bis zur fünften Etappe Frankreich I mit Charles Riegert und Tschechoslowakei I mit Jan Veselý. Auf dem sechsten Tagesabschnitt verdrängten die Fahrer von Polen I die Tschechoslowaken vom dritten Platz. Auf der Schlussetappe wurde die Mannschaftswertung noch einmal gründlich verändert. Mit einem Kraftakt schob sich Polen I noch auf den zweiten Platz, während Frankreich I auf Platz vier zurückfiel. Frankreich II konnte seinen Spitzenplatz behaupten, Co-Gastgeber Tschechoslowakei I rettete sich auf den dritten Rang.
Das Fahrerfeld war gekennzeichnet von großen Leistungsunterschieden. Schon zwischen dem Ersten und dem Zehnten der Einzelwertung lag fast eine halbe Stunde Unterschied. Der 61., der Ungar Mihaly Mayer, lag drei Stunden zurück, der Letzte, Boris Michalow aus Bulgarien, hatte einen Rückstand von über sechs Stunden. In der Mannschaftswertung wiesen die beiden letzten Teams Finnland und Rumänien II neun bzw. zehn Stunden Rückstand auf.

## Etappenübersicht
| Etappe | Start – Ziel         | Etappensieger                  | Etappen- länge | Zeit (h) | km/h |
| 01     | Prag – Pardubice     | Jan Veselý (CSR I)             | 143 km         | 4:04:40  | 35,0 |
| 02     | Pardubice – Brünn    | Jan Veselý (CSR I)             | 137 km         | 4:00:56  | 34,3 |
| 03     | Brünn – Gottwaldov   | Marian Rzeźnicki (Polen I)     | 140 km         | 4:25:22  | 31,7 |
| 04     | Gottwaldov – Ostrava | Jan Veselý (CSR I)             | 111 km         | 3:35:23  | 31,0 |
| 05     | Ostrava – Kattowitz  | Charles Riegert (Frankreich I) | 147 km         | 4:02:13  | 36,4 |
| 06     | Kattowitz – Breslau  | Jan Veselý (CSR I)             | 184 km         | 5:34:12  | 33,0 |
| 07     | Breslau – Łódź       | Jan Veselý (CSR I)             | 212 km         | 5:29:58  | 38,5 |
| 08     | Łódź – Warschau      | Lucjan Pietraszewski (Polen I) | 185 km         | 5:05:55  | 36,4 |

## Endresultate
| Einzelwertung | Einzelwertung        | Einzelwertung       | Einzelwertung |
| ------------- | -------------------- | ------------------- | ------------- |
|               | Fahrer               | Mannschaft          | Zeit          |
| 01.           | Jan Veselý           | Tschechoslowakei I  | 36:26:36 h    |
| 02.           | Maurice Herbulot     | Frankreich II       | + 11:55 min   |
| 03.           | Charles Riegert      | Frankreich I        | + 12:19 min   |
| 04.           | Eugene Garnier       | Frankreich I        | + 15:29 min   |
| 05.           | Elie Bathie          | Frankreich II       | + 16:12 min   |
| 06.           | Waclaw Wojcik        | Polen I             | + 18:48 min   |
| 07.           | Lucjan Pietraszewski | Polen I             | + 25:06 min   |
| 08.           | Gyula Sere           | Ungarn I            | + 26:12 min   |
| 09.           | Teofil Sałyga        | Polen II            | + 26:13 min   |
| 010.          | Lubomir Puklicky     | Tschechoslowakei II | + 29:17 min   |
| 011.          | George Benedetto     | Frankreich II       | + 30:41 min   |
| 012.          | Jiri Holubec         | Tschechoslowakei I  | + 32:26 min   |
| 013.          | Jerzy Liskiewicz     | Polen III           | + 34:18 min   |
| 014.          | Marian Rzeznicki     | Polen I             | + 41:15 min   |
| 015.          | Constantin Sandru    | Rumänien I          | + 41:34 min   |
| 016.          | Roman Sieminski      | Polen I             | + 44:16 min   |
| 017.          | Károly Kovács        | Ungarn I            | + 46:18 min   |
| 018.          | Piro Angjeli         | Albanien            | + 49:38 min   |
| 019.          | Marin Niculescu      | Rumänien I          | + 50:54 min   |
| 020.          | Waclaw Wrzesinski    | Polen I             | + 52:14 min   |
| 0 …           |                      |                     |               |
| 071.          | Boris Michalow       | Bulgarien III       | + 6:42:03 h   |

| Mannschaftswertung | Mannschaftswertung      | Mannschaftswertung | Mannschaftswertung |
| ------------------ | ----------------------- | ------------------ | ------------------ |
|                    | Mannschaft              | Zeit               |                    |
| 01.                | Frankreich II           | 110:13:31 h        |                    |
| 02.                | Polen I                 | + 3:26 min         |                    |
| 03.                | Tschechoslowakei I      | + 12:28 min        |                    |
| 04.                | Frankreich I            | + 13:31 min        |                    |
| 05.                | Polen II                | + 38:38 min        |                    |
| 06.                | Rumänien I              | + 42:32 min        |                    |
| 07.                | Tschechoslowakei II     | + 1:24:55 h        |                    |
| 08.                | Frankreich III          | + 1:32:52 h        |                    |
| 09.                | Polen III               | + 1:34:24 h        |                    |
| 010.               | Bulgarien I             | + 1:56:46 h        |                    |
| 011.               | Tschechoslowakei III    | + 2:00:51 h        |                    |
| 012.               | Ungarn I                | + 2:14:49 h        |                    |
| 013.               | Ungarn II               | + 3:16:46 h        |                    |
| 014.               | Bulgarien II            | + 5:35:18 h        |                    |
| 015.               | Bulgarien III           | + 6:33:45 h        |                    |
| 016.               | Finnland                | + 9:22:41 h        |                    |
| 017.               | Rumänien II             | + 10:38:06 h       |                    |
|                    | ausgeschieden: Albanien |                    |                    |